# Maraşlı
Maraşlı (no Brasil: Maraşlı: O Protetor) é uma telenovela turca produzida pela TIMS&B Productions e exibida pela ATV em 11 de janeiro a 13 de julho de 2021, a produção é escrita por Ethem Ozisik, Ercan Ugur, Hakan Bonomo e Pelin Gülcan e conta com a direção de Arda Sarigun. O folhetim é protagonizado por Burak Deniz e Alina Boz.

## Sinopse
Maraşlı é um ex-soldado das forças especiais. E ele decidiu abrir uma livraria e passar a vida cuidando de sua filha doente, Zeliş e vendendo livros. Até que um dia, a bela Mahur Türel entrou na livraria de segunda mão de Maraşlı. Naquele dia, Mahur se envolve involuntariamente em um incidente e Maraşlı salva a vida de Mahur. E nesse dia, seus destinos se entrelaçam. Mahur, a mais preciosa dos filhos de Aziz Türel, um dos maiores empresários da Turquia, enfrenta grandes problemas por causa de uma foto que tirou naquele dia. Sua vida está em perigo agora. Mas não é tão fácil conter a rebelde Mahur. Aziz convence Maraşlı e o contrata como guarda-costas da filha. Mahur é uma mulher que se separou da vida após a morte prematura da mãe e se dedicou apenas ao trabalho. E ela tenta preencher o vazio emocional de sua vida assistindo aos vídeos que sua mãe gravou para ela em seu leito de morte. Paralelamente ao fato de Maraşlı aceitar o dever de proteção, a cortina de segredos da família de Mahur começa a se abrir. Seu pai, Aziz e seus irmãos, Necati e İlhan, são pessoas que Mahur não conhece de verdade. Será revelado que existe um mundo sombrio por trás das pessoas que ela conhece há anos. E Maraşlı, que ela apenas começou a conhecer, se tornará a única pessoa em quem ela confia neste mundo e eles experimentarão o maior amor de suas vidas. Até descobrirmos quem realmente é Maraşlı.

## Elenco
| Ator / Atriz       | Personagem                        |
| ------------------ | --------------------------------- |
| Burak Deniz        | Celâl Kün (Maraşlı) / Mehmet İnce |
| Alina Boz          | Mahur Türel                       |
| Serhat Kılıç       | Necati Türel                      |
| Hakan Boyavl       | Hurdaci / Yavuz İnce              |
| Özgür Koç          | Nevzat                            |
| Sinem Akyol        | Hilal                             |
| Bedriye Rosa Çelik | Zeliş İnce                        |
| Yahya Celebi       | Suat                              |
| Güneş Hayat        | Hamiyet Türel                     |
| Cengiz Sezgin      | Sadık Akcay                       |
| Nesrin Yılmaz      | Nuran Akcay                       |
| Türkü Su Demirel   | Behiye Akcay                      |
| Engin Yüksel       | Fuat Karagöz                      |
| Burcu Karakaya     | Dilara Karagöz                    |
| Serhat Parıl       | Tolga Demirci                     |
| Kerem Atabeyoğlu   | Aziz Türel                        |
| Cemil Büyükdöğerli | İlhan Türel                       |
| Rojda Demirer      | Firuzan Türel                     |
| Melis İşiten       | Dilşad Türel                      |
| Cihan Yenici       | Ozan Şanver                       |
| Nihal Dinçel       | Şirin Hanım                       |
| Mert Ateş          | Oğuz Türel                        |
| Neslihan Acar      | Sedef Türel                       |
| Gizem Kala         | Ecem                              |
| Onur Ay            | İsmet                             |
| Barış Özdemirli    | Kemal                             |

## Exibição no Brasil
Em 2021, foi anunciado que o serviço de streaming Globoplay  havia feito uma parceria com a distribuidora turca Inter Medya na compra de algumas produções turcas para inclusão no seu catálogo, dentre essas produções "Maraşlı" estava incluída no pacote de aquisições. Em março de 2023, devido ao grande sucesso da telenovela  Mãe no streaming, o Globoplay anunciou que durante esse mesmo ano mais seis novelas turcas chegariam ao seu catálogo, "Maraşlı: O Protetor" estava nesse  pacote; todas as novelas anunciadas foram incluídas no catálogo, porém, por motivos desconhecidos, o folhetim não chegou ao catálogo do mesmo. No dia 8 de julho de 2024, o Globoplay finalmente adicionou a novela no seu catálogo com 2 capítulos sendo postados diariamente até o dia 13 de agosto, totalizando 74 episódios.